# Magnus Andersson
Pour les articles homonymes, voir Magnus Andersson (homonymie) et Andersson.
Ne doit pas être confondu avec les autres handballeurs suédois Kent-Harry Andersson, Kim Andersson ou Mattias Andersson.
Magnus Andersson, né le 17 mai 1966 à Linköping, est un ancien joueur suédois de handball. Il est désormais entraîneur. Cadre de l'équipe nationale de Suède, il est notamment quadruple Champion d'Europe, double Champion du monde, mais n'a jamais remporté l'or olympique, s'inclinant en finale par trois fois.
En 2014, Dagens Nyheter, un quotidien suédois, le place 94e dans un classement reprenant les 150 plus grands sportifs suédois de tous les temps, il est le troisième de sa discipline, derrière Magnus Wislander et Stefan Lövgren.

## Biographie

### Carrière de joueur
Magnus Andersson était l'un des légendaires « Bengan Boys », surnom donné à la fantastique équipe nationale suédoise sous l'entraîneur national Bengt Johansson, surnommé « Bengan ». En compagnie notamment de Magnus Wislander et Stefan Lövgren, il remporte quatre Championnats d'Europe (1994, 1998, 2000 et 2002) et deux championnats du monde (Championnat du monde 1990 et 1999). Il est par ailleurs élu meilleur joueur au mondial 1993 et de l'Euro 1994. Enfin, s'il échoue à trois reprises en finale des Jeux olympiques, il n'a de regret que pour la finale de 1996 perdue face à la Croatie, la Russie étant la plus forte en 1992 et 2000.
En club, il évoluera notamment au HK Drott Halmstad, club où il termine sa carrière en tant qu'entraineur-joueur. Lors de la saison 2000-2001, il est toutefois prêté à l'Ademar León qui parvient à réaliser l'exploit de remporter le Championnat d'Espagne.

### Carrière d'entraineur
Après avoir commencé sa carrière d'entraîneur au HK Drott Halmstad, il rejoint en 2005 le club danois du FC Copenhague
En août 2010, il prend la succession de l'islandais Dagur Sigurðsson, parti chez les Füchse Berlin, à la tête de l'équipe nationale d'Autriche, qui vient se qualifier pour le championnat du monde 2011 en Suède. Toutefois, les méthodes employées par Andersson passent moins bien que son prédécesseur et les résultats de l'Autriche s'en ressentent. Un an plus tard, Andersson est ainsi remercié après la non-qualification des Autrichiens pour le tour final de l'Euro 2012.
Il rejoint alors la nouvelle « dream team » danoise, l'AG Copenhague, né de la fusion de l'AG Håndbold et du FC Copenhague, son ancien club. Toutefois, la démission en juillet 2012 de son mécène conduit à la mise en liquidation judiciaire du club par les autorités danoises et Andersson est alors libéré de son contrat.
Il retourne alors en Suède, entraînant les juniors suédois qu'il conduit à la victoire au Championnat du monde junior 2013. Il coache également les clubs de Hästö IF à partir de décembre 2012 puis du HK Malmö pour la saison 2013-2014. En novembre 2013, il est annoncé comme le prochain entraineur du club allemand de Frisch Auf! Göppingen à compter de la saison 2014-2015.

## Palmarès de joueur

### Sélection nationale
- Jeux olympiques
  -  Médaille d'argent aux Jeux olympiques de 1992 à Barcelone,  Espagne
  -  Médaille d'argent aux Jeux olympiques de 1996 à Atlanta,  États-Unis
  -  Médaille d'argent aux Jeux olympiques de 2000 à Sydney,  Australie
- Championnat du monde
  -  Médaille d'or au Championnat du monde 1990,  Tchécoslovaquie
  -  Médaille d'or au Championnat du monde 1999,  Égypte
  -  Médaille d'argent au Championnat du monde 1997,  Japon
  -  Médaille d'argent au Championnat du monde 2001,  France
  -  Médaille de bronze au Championnat du monde 1995,  Islande
  -  Médaille de bronze au Championnat du monde 1993,  Suède
- Championnat d'Europe
  -  Médaille d'or au Championnat d'Europe 1994,  Portugal
  -  Médaille d'or au Championnat d'Europe 1998,  Italie
  -  Médaille d'or au Championnat d'Europe 2000,  Croatie
  -  Médaille d'or au Championnat d'Europe 2002,  Suède
  - 4e place au Championnat d'Europe 1996,  Espagne
- autres
  - 307 sélections en équipe de Suède entre 1988 et 2003
  - 922 buts marqués en sélections

### Club
Compétitions internationales
- Finaliste de la Coupe des Coupes (C2) : 1990 (avec HK Drott Halmstad)

 Compétitions nationales 
- Vainqueur du Championnat de Suède (6) 1988, 1990, 1991, 1994, 1999, 2002 (avec HK Drott Halmstad)
- Vainqueur de la Coupe de Suède (1) : 1990 (avec HK Drott Halmstad)
- Vainqueur du Championnat d'Espagne (1) : 2001 (avec Ademar León)

### Distinctions personnelles
- Meilleur joueur et meilleur demi-centre du Championnat du monde 1993
- Meilleur joueur du Championnat d'Europe 1994[4]

## Palmarès d'entraîneur
Compétitions nationales 
- Vainqueur du Championnat du Danemark : 2008, 2012
- Vainqueur de la Coupe du Danemark : 2010
- Vainqueur du Championnat du Portugal : 2019, 2021, 2022
- Vainqueur de la Coupe du Portugal : 2019, 2021

 Compétitions internationales 
- Demi-finale de la Ligue des champions 2011-2012
- Vainqueur de la Coupe de l'EHF (2) : 2016 et 2017